# Edwin Hubble
Edwin Powell Hubble (Marshfield, 20 de noviembre de 1889 - San Marino, California; 28 de septiembre de 1953) fue uno de los más importantes astrónomos estadounidenses del siglo XX, famoso principalmente por haber demostrado en 1929 la expansión del universo midiendo el corrimiento al rojo de galaxias distantes a partir de las teorías de Georges Lemaître. Hubble es considerado el padre de la cosmología observacional aunque su influencia en astronomía y astrofísica toca muchos otros campos.

## Primeros años y educación
Edwin Hubble nació de Virginia Lee Hubble (de soltera James) (1864-1934) y John Powell Hubble, un ejecutivo de seguros, en Marshfield, Misuri, y se mudó a Wheaton, Illinois, en 1900. En su juventud, se destacó más por su destreza atlética que por sus habilidades intelectuales, aunque obtuvo buenas calificaciones en todas las materias excepto en ortografía. Edwin era un atleta talentoso, jugaba al béisbol, fútbol y atletismo tanto en la escuela secundaria como en la universidad. Ganó siete primeros lugares y un tercer lugar en una sola competencia de atletismo de la escuela secundaria en 1906, y jugó una variedad de posiciones en la cancha de baloncesto desde pívot hasta escolta. Hubble llevó al equipo de baloncesto de la Universidad de Chicago a su primer título de la Conferencia Big Ten en 1907.

## Estudios de pregrado, grado y universidad
Los estudios de Hubble en la Universidad de Chicago se concentraron en matemáticas, astronomía y filosofía, lo que le permitió obtener una licenciatura en ciencias en 1910. Durante un año también fue estudiante asistente de laboratorio del físico Robert Millikan, futuro ganador del Premio Nobel. Hubble también se convirtió en miembro de la Fraternidad Kappa Sigma. Como becario Rhodes, pasó tres años en The Queen's College, Oxford, estudiando jurisprudencia en lugar de ciencias (como una promesa a su padre moribundo), y luego añadió estudios de literatura y español, y finalmente obtuvo su maestría.
En 1909, el padre de Hubble trasladó a su familia de Chicago a Shelbyville, Kentucky, para que la familia pudiera vivir en una pequeña ciudad y finalmente se estableciera en la cercana Louisville. Su padre murió en el invierno de 1913, mientras Edwin todavía estaba en Inglaterra. El verano siguiente, Edwin regresó a casa para cuidar de su madre, sus dos hermanas y su hermano menor, junto con su hermano William. La familia se mudó una vez más a Everett Avenue, en el vecindario Highlands de Louisville, para alojar a Edwin y William.
Hubble también fue un hijo obediente que, a pesar de su intenso interés por la astronomía desde niño, accedió a la petición de su padre de estudiar derecho, primero en la Universidad de Chicago y más tarde en Oxford. En este tiempo, también tomó algunos cursos de matemáticas y ciencias. Después de la muerte de su padre en 1913, Edwin regresó al Medio Oeste desde Oxford aunque no tenía la motivación para ejercer la abogacía. En cambio, procedió a enseñar español, física y matemáticas en New Albany High School en New Albany, Indiana, donde también entrenó al equipo de baloncesto masculino. Después de un año de enseñanza en la escuela secundaria, ingresó a la escuela de posgrado con la ayuda de su antiguo profesor de la Universidad de Chicago para estudiar astronomía en el Observatorio Yerkes de la universidad, donde recibió su doctorado. en 1921. Su tesis se tituló "Investigaciones fotográficas de nebulosas débiles". En Yerkes tuvo acceso a uno de los telescopios más potentes del mundo en aquel momento, que tenía un innovador reflector de 61 cm (26 pulgadas).

## Años posteriores
Al volver de su servicio en la Primera Guerra Mundial, en 1919, comenzó a trabajar en el nuevo observatorio del Monte Wilson, donde tenía acceso a un telescopio de 254 centímetros, por aquel entonces el más potente del mundo. En el observatorio, trabajó junto a Milton Humason. Hoy en día hay un satélite (Telescopio espacial Hubble) que es llamado «Hubble» en su honor.

## Descubrimientos

### El Universo va más allá de la Vía Láctea
Los primeros trabajos de Edwin Hubble en el observatorio del Monte Wilson se centraron en el estudio de lo que entonces se conocía como nebulosas. Por entonces, la forma y el tamaño de estas se conocían razonablemente bien, pero se pensaba que todas formaban parte de nuestra galaxia. 
Estaba claro que algunas nebulosas se encontraban en la galaxia y que, básicamente, eran gas iluminado por estrellas en su interior. En 1924 Hubble tuvo éxito al distinguir estrellas en la nebulosa de Andrómeda. Usando la ley del periodo-luminosidad de Leavitt, pudo llegar a estimar su distancia, que calculó en 1.5 millones de años luz, ocho veces más lejos que las estrellas más remotas conocidas (más tarde resultaría infravalorada). En los años siguientes, repitió su éxito, nebulosa tras nebulosa, dejando claro que la galaxia era una entre toda una hueste de "micro universos aislados".

### La expansión del Universo
Después de medio siglo desde que Huggins registró el corrimiento al rojo del espectro de la estrella Sirio, había registrado múltiples corrimientos al rojo y al azul de varios objetos del universo. En 1929, Hubble publicó un análisis de la velocidad radial, respecto a la Tierra, de las nebulosas cuya distancia había calculado estableciendo que, aunque algunas nebulosas extragalácticas tenían espectros que indicaban que se movían hacia la Tierra, la gran mayoría, mostraba corrimientos hacia el rojo que solo podían explicarse bajo la suposición de que se alejaban. Incluso, descubrió que existía una relación directa entre la distancia de una nebulosa y su velocidad de retroceso. 
Hubble concluyó que la única explicación consistente con los corrimientos hacia el rojo registrados, era que, dejando aparte a un «grupo local» de galaxias cercanas, todas las nebulosas extragalácticas se estaban alejando y que cuanto más lejos se encontraban más rápidamente se alejaban. Esto solo tenía sentido si el propio universo, incluido el espacio entre galaxias, se estaba expandiendo. Esto llevó al astrónomo a elaborar junto a Milton Humason el postulado de la ley de Hubble acerca de la expansión del universo.

### Otros descubrimientos
Hubble descubrió el asteroide (1373) Cincinnati el 30 de agosto de 1935. También por esa época escribió The Observational Approach to Cosmology y The Realm of the Nebulae.

## Controversia sobre el descubrimiento
En la edición del día 9 de noviembre de 2011 de la revista Nature, el investigador Mario Livio, astrónomo del Space Telescope Science Institute de Baltimore (Maryland), Estados Unidos, explicó que localizó en los archivos de la Royal Society of London una carta de 1931, la cual deja claro que Hubble no fue el primero en descubrir, en 1929, la expansión del Universo, sino el astrónomo y sacerdote belga Georges Lemaître en 1927, a quien debe por tanto desde ahora acreditarse el descubrimiento. Por otro lado, Mario Livio declaró que creía que Hubble no fue responsable de una falta de ética, pues la traducción del artículo del astrónomo Lemaître al inglés, aparecida a su vez en 1931, tenía los párrafos y cálculos fundamentales de 1927 omitidos, pero no por culpa del editor, o para favorecer a Hubble, como se ha creído siempre, sino por una decisión del propio Lemaître, quizá debido a su modestia, a que sabía que su propio artículo no era conocido, por haberlo publicado en francés, o bien a que sus datos de 1927 estaban ya desfasados en 1931.
De acuerdo con otros datos confiables de esa época, Hubble sí habría plagiado la idea, «al oírsela a dos o tres científicos», siendo uno de ellos probablemente Georges Lemaître al volver «en 1927-1928» de un congreso internacional, al parecer en Holanda, del que llegó «muy emocionado» con la novedad.
Según todo ello, no solo debe devolverse a Georges Lemaître el honor del descubrimiento y demostración de la expansión del Universo, sino que quedaría probado, ochenta años después, que las acusaciones de plagio que de numerosos medios llegaron en la época contra Hubble realmente tenían algo de razón. Por ello, es probable que sean revisadas algunas leyes, paradigmas y descubrimiento de fenómenos relacionados por parte de Hubble, dejando intactos sus demás méritos.

## Etapa final
George Hale, el fundador y director del Observatorio Monte Wilson en las cercanías de Pasadena (California), dependiente del Instituto Carnegie, le ofreció un puesto de trabajo en el que permaneció hasta su muerte, acaecida en 1953 al sufrir un accidente cerebrovascular. Antes de su trágica muerte, Hubble fue el primero en utilizar el telescopio Hale del Observatorio Palomar.

## Vida personal
Hubble se casó con Grace Lillian (Burke) Leib (1889-1980), hija de John Patrick y Luella (Kepford) Burke, el 26 de febrero de 1924.
Hubble fue criado como cristiano protestante, pero algunas de sus declaraciones posteriores sugieren incertidumbre.

### Problemas de salud y muerte
Hubble sufrió un ataque cardíaco en julio de 1949 mientras estaba de vacaciones en Colorado. Su esposa lo cuidó y continuó con una dieta y un horario de trabajo modificados. Murió de trombosis cerebral (un coágulo de sangre en el cerebro) el 28 de septiembre de 1953 en San Marino, California. No se celebró ningún funeral para él y su esposa nunca reveló el lugar de su entierro.
La mayor parte de su correspondencia, fotografías, cuadernos, cuadernos de observación y otros materiales de Hubble se encuentran en la Biblioteca Huntington en San Marino, California. Fueron donados por su esposa Grace Burke Hubble tras su muerte en 1980.

## Eponimia
- El cráter lunar Hubble lleva este nombre en su memoria.
- El asteroide (2069) Hubble también conmemora su nombre.
- El Telescopio espacial Hubble se bautizó con este nombre en su honor.